# Шогун
Шогун (јап. 将軍, војни командир или генерал) је био носилац војне власти у Јапану за вријеме шогуната, од 1192. до 1867. године. У овом периоду шогуни су де факто владали земљом, иако су их постављали цареви.
Савремени еквивалент појму шогун је генералисимус. Иако је изворно значење појма шогун „генерал“, оно је у ствари краћа верзија пуне титуле sei-i taishōgun (јап. 征夷大将軍), владајућег појединца у различитом периоду историје Јапана. Посљедњи шогун је био Токугава Јошинобу који се одрекао своје функције за вријеме Меиџи обнове 1867. године.
Шогунова канцеларија или управа се називала шогунат, у Јапану позната као бакуфу (јап. 幕府), чије је изворно значење кућа генерала, а касније лична влада под шогуном. Шатор је симболизовао команданта на терену, али је и давало значење да та влада треба да буде привремена. Званичници шогуна су колективно називани бакуфу и били су они који спроводе стварне дужности администрације док царски суд задржао само номиналну власт. У том контексту, канцеларија шогуна је била еквивалент вицекраљу или генерал-гувернеру, иако су шогуни имали много већу власт него што су обично имали генерал-гувернери.